# ایوب پرکار
ایوب پُرکار (زادهٔ حدود ۱۳۴۲) زندانی سیاسی محکوم به اعدام ایرانی است. او در دی‌ماه ۱۳۸۷ به اتهام ارتباط با سازمان مجاهدین خلق بازداشت و در ۷ آذر ۱۳۸۸ در شعبه ۲۶ دادگاه انقلاب تهران در دادگاهی غیر علنی به ریاست قاضی پورعباسی به اعدام محکوم شد.
به گفتهٔ نسرین ستوده وکیل ایوب پرکار، موکل وی در زمان جنگ ایران و عراق به مدت چهار سال به عنوان خلبان در جبهه‌های جنگ بوده اما بعد از پایان جنگ به دلیل انتقاداتی که به دولت داشته از ارتش اخراج می‌شود. به گفتهٔ ستوده دلیل بازداشت وی جست‌وجوی غیرقانونی ایمیل‌های شخصی و تماس‌های تلفنی او بوده که نشان می‌داد با برخی وابستگان مجاهدین در تماس بوده‌است.
سازمان مجاهدین خلق وی را هوادار این سازمان معرفی کرده‌است.

## جستار های وابسته
- گاه‌شمار خیزش ۱۴۰۱ ایران
- کشتار در مناطق کردنشین توسط جمهوری اسلامی ایران (۱۴۰۱)
- خیزش۱۴۰۱ایران
- بازداشت‌شدگان خیزش ۱۴۰۱ ایران
- احکام اعدام در خیزش ۱۴۰۱ ایران